# Teatro Novissimo
Il Teatro Novissimo (o Teatro Nuovissimo) fu un teatro d'opera veneziano attivo nel XVII secolo, uno dei celebri della Venezia barocca.
Costruito ex novo su impulso dell'Accademia degli Incogniti nel 1641, il Novissimo, come molti altri palcoscenici della Venezia secentesca, fu attivo solo pochi anni, dal 1641 al 1645. Per molti anni la storia di questa sala rimase molto lacunosa e oscura in certi punti; questo probabilmente a causa del processo che portò alla chiusura del teatro stesso, che coinvolgeva numerose personalità di spicco di quel periodo. Solamente nella seconda metà del XX secolo venne fatta finalmente chiarezza sulle varie vicende riguardanti il palcoscenico. Fu dunque rivalutata la sua importanza che ebbe nella storia del teatro in musica.

## Prime assolute
- La finta pazza di Francesco Sacrati, 14 gennaio 1641 (opera per l'inaugurazione del teatro)
- Alcate di Francesco Mannelli, 13 febbraio 1642
- Il Bellerofonte di Francesco Sacrati, carnevale 1642
- Egisto di Francesco Cavalli, 1643
- Venere gelosa di Francesco Sacrati, 28 gennaio 1643
- Deidemia di Francesco Cavalli, 5 gennaio 1644
- Ercole in Lidia di Giovanni Rovetta, 1645